# Röschitz
Röschitz è un comune austriaco di 1 053 abitanti nel distretto di Horn, in Bassa Austria; ha lo status di comune mercato (Marktgemeinde).

## Monumenti e luoghi d'interesse

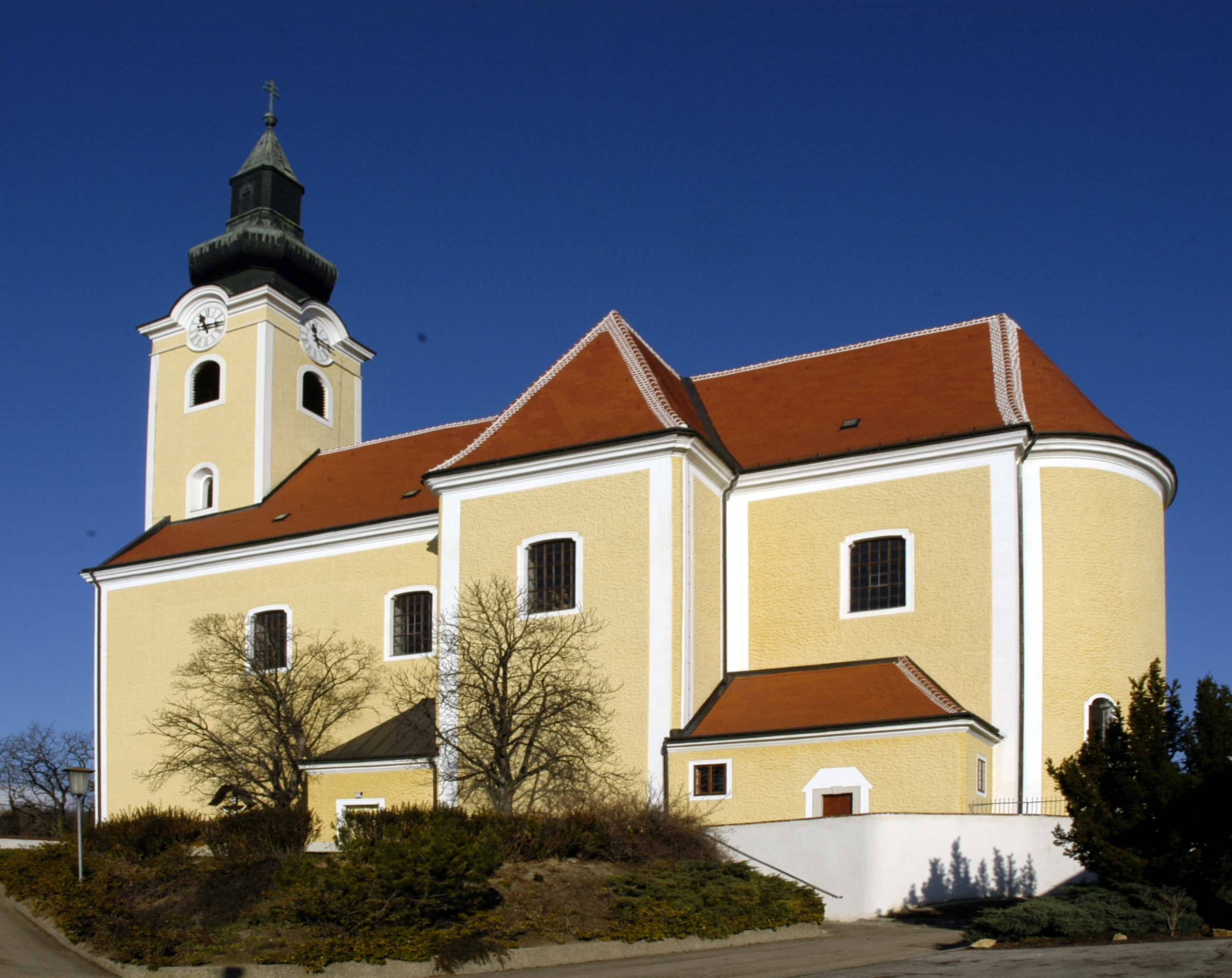
La chiesa parrocchiale di San Nicola

- Chiesa parrocchiale di San Nicola (Pfarrkirche zum heiligen Nikolaus), eretta tra il 1768 e il 1782 da Leopold Wißgrill. La chiesa ha due pale di altare di Johann Martin Schmidt.
- Museo delle rarità di Röschitz (Röschitzer-Raritäten-Museum), raccolta privata di Emmerich Grath; sono esposti vecchi utensili, attrezzi per muratori, vecchie immagini di Röschitz, apparecchi fotografici, bambole, giocattoli, mobili, ciclomotori e trattori.